# Neoeburnella
Neoeburnella là một chi nhện trong họ Linyphiidae.